# Княжая Губа
Княжая Губа — село в Кандалакшском районе Мурманской области. Входит в городское поселение Зеленоборский.

## История
Впервые зафиксировано в документе 1692 г. как селение Княжая Губа Керетской волости Кольского уезда, со всей Керетской волостью — под управлением Соловецкого монастыря.
С 1709 г. — в Кольском уезде Архангельской губернии, с 1784 г. — в Кемском уезде Архангельского и Олонецкого наместничества, с конца XVIII в. — Архангельской губернии. 
По «Списку населенных мест Архангельской губернии 1861 г.» (Санкт-Петербург, 1861) на 1859 г.: Архангельская губерния, Кемский уезд, 3-й стан уезда — деревня Княжая-губа, при Кандалакшской губе: до города Кемь 285 верст, до стана Кереть 94 версты, в 22 дворах проживало 57 чел. муж. п. и 68 чел. жен. п., имелась почтовая станция. 
После Гражданской войны, с 1920 г. село Княжгуба — волостной центр Княжгубской волости Кемского уезда Карельской трудовой коммуны в составе РСФСР, с 1923 г. — АКССР в составе РСФСР; в 1924 г. Княжегубская волость упразднена, территория вошла в состав укрупнённой Кандалакшской волости; по административной реформе 1926-28 гг. село Княжгуба — центр Княжгубского сельсовета Кандалакшского района АКССР, с 1936 г. — КАССР; с 1938 г. село Княжая губа вместе со всем Кандалакшским районом были переданы из состава КАССР в Мурманскую область.
8 мая 1938 года по необоснованному обвинению в контрреволюционной деятельности, решением Особой тройки НКВД Карельской АССР, был расстрелян священник Княжегубской церкви Вениамин Фёдорович Боголепов (1873—1938).
В 1938 году в селе сформирован 72-й Ковдозерский пограничный отряд (ныне — Калевальский пограничный отряд)[уточнить].

## Население
| 2002 | 2010 |
| ---- | ---- |
| 186  | ↘127 |

Численность населения, проживающего на территории населённого пункта, по данным Всероссийской переписи населения 2010 года составляет 127 человек, из них 56 мужчин (44,1 %) и 71 женщина (55,9 %). На 2002 год в селе проживало 186 человек.